# Storaxsläktet
Storaxsläktet (Styrax) är ett växtsläkte i familjen storaxväxter som ursprungligen kommer från Medelhavsområdet, östra Asien, Nordamerika och Sydamerika. Det finns cirka 130 arter. Några arter odlas som prydnadsväxter på grund av de vackra vita blommorna, ur andra utvinns bensoeharts som bland annat används inom parfymindustrin.
Släktet innehåller buskar och träd, vanligen med stjärnhår eller fjäll, mer sällan kala. Bladen är vanligen strödda eller spiralställda. Blomställningen kommer i bladvecken eller är toppställd, den kan vara i form av klase, vippa eller knippe. Blommorna är ensamma eller flera i buntar. Högbladen är små och faller tidigt. Själva blommorna är tvåkönade. Fodret är skålformigt, vanligen femflikigt, men ibland med 2-6 flikar eller tvärt avhugget. Kronan är klocklik med vanligen fem flikar, men ibland upp till sju. ståndarna är cirka 8-13, fria, liklånga eller mer sällan oliklånga. Fruktämnet är översittande, trerummigt i ett tidigt stadium, senare enrummigt. Fröämnena är 1-4 per rum. Pistillen är utdragen med huvudlikt eller treflikigt märke. Frukten är ett bär eller en kapsel med 1-2 frön med benlikt fröskal.